# Tasztagoł
Tasztagoł (ros. Таштаго́л) – miasto w Rosji, w obwodzie kemerowskim. W 2010 roku liczyło 23 134 mieszkańców.
W mieście znajduje się siedziba Szoriańskiego Parku Narodowego.